# Cáncer transmisible
Un cáncer transmisible es aquel que puede transferirse entre individuos y se debe a la implantación de células tumorales libres desde un ser vivo a otro. Este fenómeno ocurre rara vez en la naturaleza, sin embargo se produce en algunos tipos de cáncer, por ejemplo en el tumor venéreo transmisible que afecta a perros y en la  enfermedad de tumores faciales del demonio de Tasmania. Estos cánceres tienen un genoma relativamente estable. En humanos el cáncer transmisible es muy raro, se han producido algunos casos en receptores de órganos tras un trasplante.

## Casos humanos
- Cuatro personas recibieron diferentes trasplantes de órganos (hígado, pulmones y riñones) en 2007. Los órganos procedian de una mujer de 53 años que había fallecido por hemorragia intracraneal. Antes del trasplante, se consideró que el donante de órganos no tenía signos de cáncer, sin embargo posteriormente se descubrió que la paciente fallecida tenía un cáncer que había pasado desapercibido. Los pacientes receptores de órganos desarrollaron cáncer metastásico y 3 de ellos murieron como consecuencia de la enfermedad entre los años 2009 y 2017.[5]
- En rara ocasiones se ha comprobado que mujeres embarazadas que presentaban cáncer han transmitido la enfermedad al feto. Este tipo de transmisión se ha constatado en melanoma, linfoma y leucemias.[2]
- Un sarcoma se transmitió de un paciente a un cirujano cuando este se lesionó la mano accidentalmente durante una operación.[6]

## Otros animales
El cáncer transmisible causado por un clon de células malignas es muy inusual en el mundo animal, se conocen pocos tumores que tengan este comportamiento. El proceso se ve favorecido por la falta de variabilidad genética de la población animal susceptible.
- El tumor venéreo transmisible es un cáncer de transmisión sexual en perros. Un solo clon maligno de células ha colonizado perros en todo el mundo, representando la línea celular maligna más antigua conocida en propagación continua.[11]
- Algunos tipos de sarcoma que afectan al hámster sirio (Mesocricetus auratus)[12] pueden transmitirse de un animal a otro mediante diferentes mecanismos.[13]
- La enfermedad de tumores faciales del demonio de Tasmania es un tipo de cáncer transmisible que se produce demonio de Tasmania.[14][15]
- Se ha observado que las almejas de caparazón blando, Mya arenaria, son vulnerables a una neoplasia transmisible del sistema hemolinfático.[16][17] También se han descubierto cánceres de transmisión horizontal en otras tres especies de bivalvos marinos: mejillones (Mytilus trossulus), berberechos comunes (Cerastoderma edule) y almejas doradas  (Polititapes aureus). Se descubrió que el cáncer de almejas Polititapes aureus se había transmitido de otra especie, Venerupis corrugata  (Venerupis corrugata).[18][19]